# بمباران خوشه‌ای میکولایف
در ۱۳ مارس ۲۰۲۲، در جریان آفند روسیه به اوکراین در سال ۲۰۲۲، نیروهای مسلح روسیه، میکولایف را با بمب‌های خوشه‌ای بمباران کردند و ۹ غیرنظامی را کشتند.

## قربانیان و آسیب‌ها

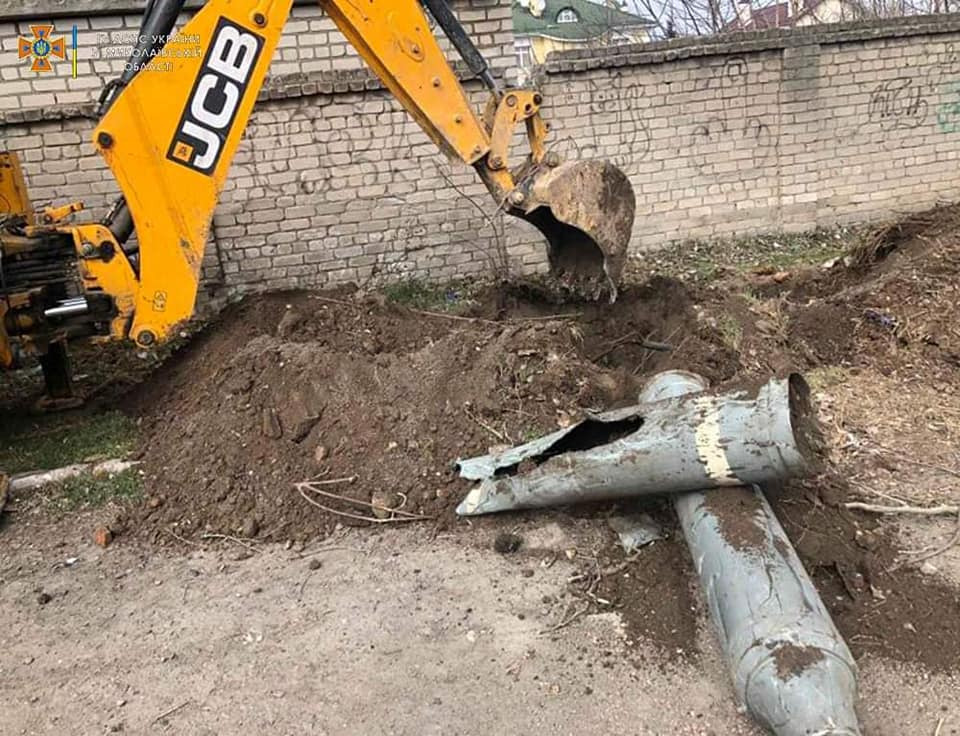
خنثی سازی مهمات انفجاری در میکولایف، ۱۴ مارس ۲۰۲۲

در این حمله ۹ غیرنظامی که در خیابان در صف ایستاده بودند، کشته شدند. این انفجارها همچنین به خانه‌ها و ساختمان‌های غیرنظامی آسیب رساند. دیده‌بان حقوق بشر این حادثه را تجزیه و تحلیل کرد و دریافت که نیروهای روسی از مهمات خوشه ای اسمرچ و اوراگان در مناطق پرجمعیت استفاده کردند.

## تحلیل جنایات جنگی
با توجه به ماهیت ذاتاً کشتار جمعی مهمات خوشه‌ای، دیده‌بان حقوق بشر استفاده از آن‌ها در میکولایف را جنایت جنگی احتمالی روسیه توصیف کرد.